# Simulium qingshuiense
Simulium qingshuiense är en tvåvingeart som beskrevs av Chen 2001. Simulium qingshuiense ingår i släktet Simulium och familjen knott.
Artens utbredningsområde är Guizhou (Kina). Inga underarter finns listade i Catalogue of Life.